# Forces aériennes algériennes
Les forces aériennes algériennes (en arabe : القوات الجوية الجزائرية) sont la composante aérienne de l'Armée nationale populaire.
Son histoire commence avec la création par Saïd Aït Messaoudène, pendant la guerre d'indépendance, d'un premier noyau de force aérienne avec la formation de pilotes et de personnel algériens auprès de pays amis. Ce noyau a donné naissance officiellement en 1962, au lendemain de l'indépendance, à la force aérienne algérienne.
Le Général-major Mahmoud Laraba a été nommé commandant des Forces aériennes en juillet 2020, succédant au Général-major Hamid Boumaïza. Le 23 février 2025, le Général-major Zoubir Ghouila a pris ses fonctions de commandant des Forces aériennes, remplaçant Mahmoud Laraba.

## Historique

### Constitution

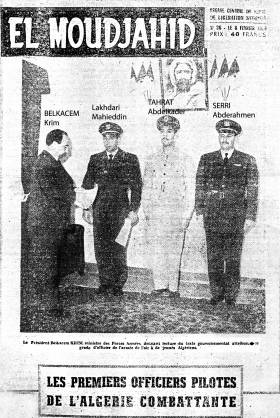
Présentation des premiers officiers pilotes algériens dans El Moudjahid no 36 du 6 février 1959.

Le premier noyau des Forces aériennes algériennes est créé par Saïd Aït Messaoudène, major de la promotion 1955 de l’École de l’Air à Salon de Provence, pendant la guerre d'indépendance. À l'époque pilote de chasse dans l'armée de l'air française, après avoir été approché au Maroc, profitant des vacances, il regagne Bonn, puis transféré à Tunis, il envoie sa démission au Général de Gaulle, pour rejoindre l'ALN au Caire, où il est chargé de la création du noyau des forces aériennes algériennes, dont les éléments sont formés dans les pays alliés de la Révolution algérienne. Le 6 février 1959, El Moudjahid annonce la sortie de la première promotion de pilotes algériens.
Dans les premiers temps, les premiers contingents de pilotes et mécaniciens d’aviation ont commencé à occuper les écoles russes vers la fin de 1960, la formation s'effectue dans certains pays arabes du Moyen-Orient, dans le cadre d’un programme d’entraide arabe, qui avait pour but de former et d'équiper la jeune force aérienne algérienne. L'Algérie reçoit à ce titre 18 avions d’entraînement Al Joumhouria (La République) fabriqués en Égypte ainsi que 5 MiG-15 pour l’interception.
En novembre 1962, des experts et instructeurs est-européens arrivent en Algérie et du matériel plus récent est livré : 5 biplaces MiG-15UTI, 6 avions de transport IL-14 et 10 hélicoptères Mil Mi-4 Hound. Deux Beech D18S sont acquis pour le transport des officiels du gouvernement.
Après la guerre des sables, opposant l'Algérie au Maroc en 1963, l'Algérie décide de se lancer dans un vaste programme d’entraînement et d'armement parrainé par l'Union soviétique.

### Première phase de modernisation
En 1964, l'Algérie acquiert ses premiers avions offensifs : cinq MiG-15Bis et MiG-17F en plus de quatorze bombardiers tactiques Il-28, ainsi que de nouveaux avions de transport : six Il-14, un Il-18 pour le gouvernement et un An-12. Ces avions sont livrés avec des armes et des munitions pour les forces terrestres. L'URSS procède également à la modernisation de la base aérienne de Boufarik.
La même année, la promotion d'élèves pilotes PE64A1 de la base aérienne 709 de Cognac reçoit plusieurs stagiaires algériens du grade de sous-lieutenant, habillés en civil, puis revêtus de l'uniforme français d'aviateur, ils reçoivent successivement des galons de caporal, caporal-chef et sergent, afin de passer inaperçus parmi les aviateurs français qui ont en même temps avancé en grade ; l’entraînement a lieu sur des avions d'entraînement T-6, de fabrication américaine. Certains de ces officiers algériens ainsi habillés en aviateurs français avaient déclaré piloter auparavant des avions Jodel d'aéroclub dans le département français d'Algérie.
En 1965, un coup d'État militaire amène Houari Boumédiène au pouvoir. Il met en place un programme de modernisation et de formation et renforce également la coopération militaire avec l'Union soviétique. L'Algérie acquiert par la suite deux escadrons de chasseurs bombardiers MiG-17F, deux autres hélicoptères Mi-4 pour le transport, les missions d’attaque au sol et pour les missions de reconnaissance d'artillerie, seize autres bombardiers Il-28 et six avions supersoniques MiG-21F-13. Trois autres MiG-21 sont livrés en 1967.

### Guerre des Six Jours
Le premier engagement des forces aériennes algériennes a lieu en 1967 pendant la guerre des Six Jours, impliquant deux escadrons de MiG-17, un escadron de MiG-21 et un d’Il-28 au sein de la coalition arabe. Avec près de 10 appareils l’Algérie aligne la deuxième force aérienne sur le front égyptien. Les MiG-17 sont alors pilotés par des aviateurs algériens tandis que les MiG-21 sont censés être pilotés par des aviateurs égyptiens, plus expérimentés. Mais à leur arrivée, les 6 premiers MiG-21 se posent sur la base aérienne d’El-Arich dans la péninsule du Sinaï qui entretemps était passée sous le contrôle des Israéliens et sont capturés. Quatre des MiG-21 sont remis aux États-Unis afin de tester l'appareil qu'ils affrontent alors au Viêt Nam.
Après la défaite arabe et la supériorité confirmée des Israéliens dans les combats aériens, l'Algérie décide d’intensifier l’entraînement de ses pilotes avec l’acquisition d’un lot de 28 avions d’entraînement Fouga CM-170 Magister allemands, après une modernisation en France. 5 hélicoptères SA-330 Puma sont également acquis.
Au début de l'année 1971, la flotte compte près de 20 appareils avec comme avion principal le MiG-21, alors que les MiG-15 et MiG-17 ne font plus le poids face à des avions tels que le F-4 Phantom. À la suite d'un accord de partenariat militaire avec l'Union soviétique, l'Algérie acquiert des chasseurs bombardiers Su-7BMK afin de remplacer les MiG-17F.

### Guerre du Kippour
Le deuxième engagement direct de l'Algérie dans le conflit israélo-arabe a lieu en 1973, lors de la guerre du Kippour, impliquant un escadron de bombardiers tactiques Su-7 escorté par un escadron de chasse MiG-21, ainsi qu'un troisième escadron équipé de MiG-17 pour des missions de soutien.
Trois appareils sont perdus, deux Su-7 dont les pilotes sont tués et un MiG-17 dont le pilote réussit à s'écraser près de sa base d’attache tout en s’éjectant et en évitant de se faire capturer.
Parallèlement, au début des années 1970 et avec l'aide de l'URSS, l'Algérie ouvre la première école militaire de pilotage à Tafraoui près d'Oran.

### Guerre du Sahara occidental
En 1975, le Maroc prend le contrôle du nord du Sahara occidental à la suite du retrait de l'Espagne et les combattants du front Polisario prennent les armes contre l'armée marocaine.
Les deux seuls affrontements directs entre l'Algérie et le Maroc, lors des batailles d'Amgala, ne voient pas s'affronter les forces aériennes, et aucun affrontement aérien n'a lieu depuis ; l'Algérie renforce cependant ses moyens de défense à sa frontière ouest et sud-ouest.

### Deuxième phase de modernisation

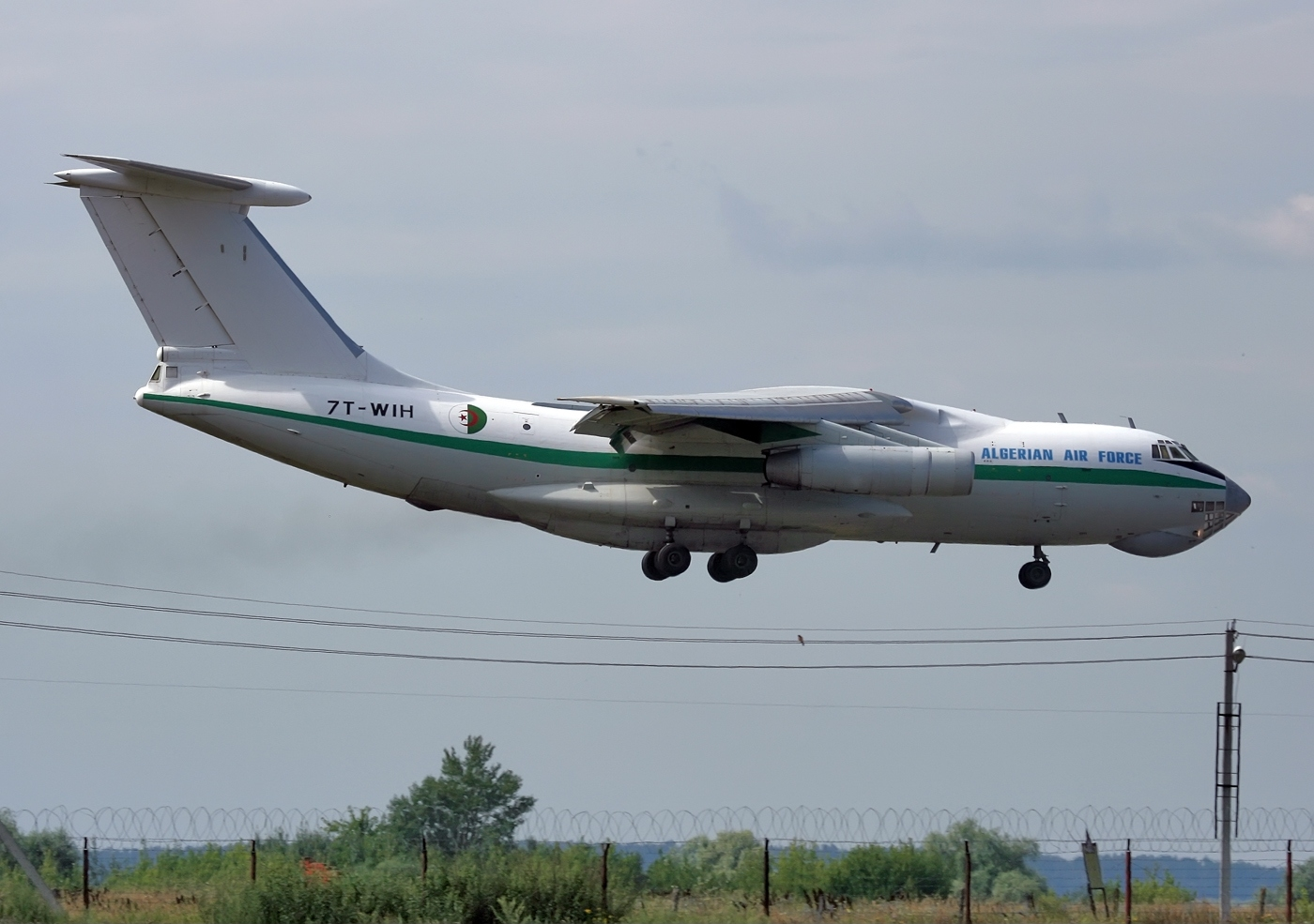
Avion ravitailleur Ilyushin-78 (7T-WIH).

Au début de 1978, les forces aériennes algériennes sont composées de 5 000 hommes et équipée de 23 avions de combat. La flotte comprend alors 12 MiG-21MF, un escadron de chasseurs bombardiers équipé de 2 Su-7BMK, un escadron d’attaque équipé d'avions de chasse MiG-17, un escadron de bombardiers tactiques équipé de 4 Il-28 et un escadron de 2 CM-170 et 2 MiG-15 pour l'entraînement.
Vers la fin de la même année, le premier lot de 5 MiG-23 à géométrie variable est acquis, ainsi qu'un premier lot d'avions de chasse MiG-25 Foxbat, toujours employé dans les missions de reconnaissance aérienne.

### Premiers contacts avec l’Ouest
En 1978, les systèmes d’entraînement sont restructurés et les premiers avions d’entraînement El Joumhouria sont remplacés par des T-34C acquis aux États-Unis.
En 1981, à la suite de sa médiation lors de la crise iranienne des otages, l'Algérie gagne la sympathie de l’Amérique qui lui offre 6 avions de transport tactique C-130H et restitue les 6 MiG-21 saisis en 1967 par Israël. D’autres C-130H et C-130H-30 seront acquis par l'Algérie dans les années 1980.
Durant cette même période, d'autres MiG-23 et MiG-25 sont acquis et la flotte de MiG-21F est échangée contre 120 MiG-21MF/Bis plus modernes. En 1980, l'Algérie acquiert 39 appareils de type L-39 de fabrication tchécoslovaque.

### Guerre civile algérienne
Dans les années 1990, l’Algérie entre dans une guerre civile. Du fait de la crise économique et de la disparition de l'Union soviétique, l'acquisition de nouveaux matériels est ajournée. Le départ de près de 500 techniciens soviétiques présents avant 1990 rend difficile le maintien de la flotte opérationnelle. Cette période voit l'acquisition d'avions de transport stratégique Il-76, alors qu'une commande de 30 SA-330 Puma est annulée à la suite du crash des deux seuls appareils à avoir été livrés.
Les opérations anti-terroristes voient l'engagement d'escadrons d’hélicoptères de combat AS-350, Mil Mi-17 et Mi-24MKIII, équipés partiellement d'équipements de vision nocturne, ainsi que des appareils de la 4e escadre pour des missions de bombardement de précision. L'introduction dans le conflit des 6 avions de reconnaissance Beech 1900DHisar a aussi joué un rôle important lors des combats contre des groupes islamistes, disposant de missiles sol-air portables de type Stinger.

### Troisième phase de modernisation

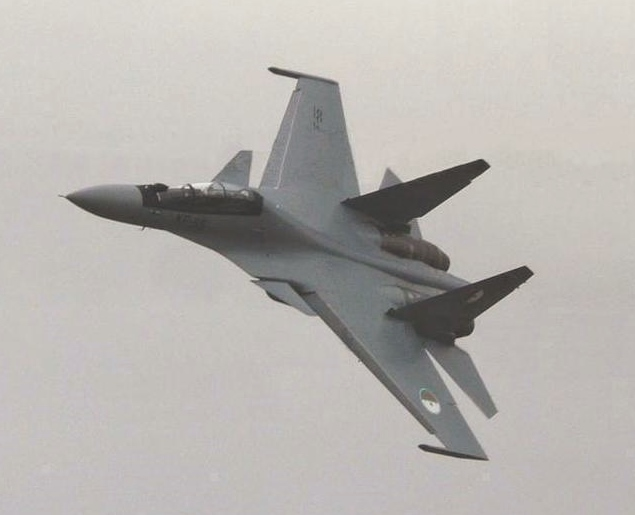
Avion multirôle Su-30MKA au-dessus de la base aérienne de Tamanrasset.

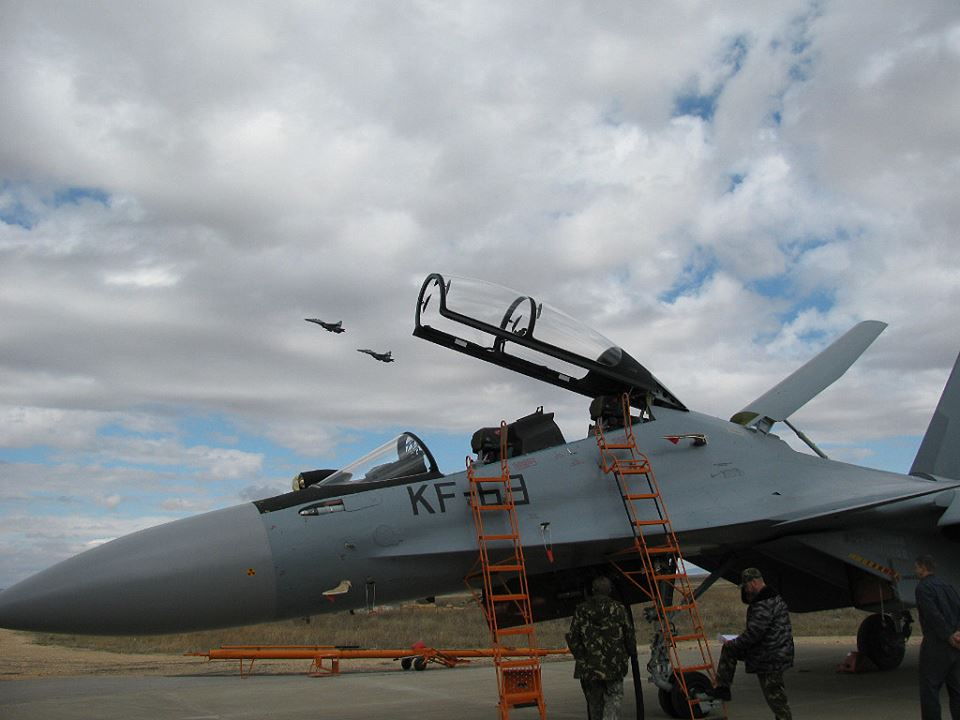
Su-30MKA.

La chute de l'URSS et l’absence de techniciens internationaux pousse l’Algérie à développer les compétences nationales dans l'entraînement et la maintenance du matériel militaire. À cela s'ajoute le vieillissement de la flotte des MiG-21 et MiG-23.
En 1997, suivant une décision sur la diversification de ses fournisseurs, les forces aériennes signent un contrat avec le constructeur sud-africain Denel pour l'acquisition de plusieurs drones Seeker de reconnaissance. L'Algérie acquiert parallèlement en Ukraine 3 MiG-25RBSH de reconnaissance et signe un contrat avec les États-Unis portant sur l’acquisition de 6 Beech 1900D Hisar pour la reconnaissance.
Dans la même décennie, à la suite de l'intérêt suscité par l'hélicoptère sud-africain Rooivalk, les Mi-24D sont équipés avec les mêmes systèmes d’armes que celui-ci, leur donnant une capacité d’emport d’armes de précision guidées au laser et de bombardement tout temps. Quarante autres Mi-24V sont importés d’Ukraine entre 1998 et 2001. 6 ravitailleurs Il-78 Midas sont également acquis.
À la suite de la réduction de la flotte conséquente au retrait des Su-22, des MiG-21, d’une grande partie de MiG-25 et de MiG-23, les forces aériennes acquièrent auprès de l'Ukraine et de la Biélorussie 6 Su-24MK, 16 MiG-29S et 9 MiG-25PDS, ainsi que 2 Su-24MK en service dans la Force aérienne russe modernisés au format Bis.
En 2025, l’Algérie cherche toujours à investir dans un AWACS. Ses chasseurs sont condamnés à voler sous le contrôle des radaristes au sol, ne permettant pas d’entrevoir des missions longue portée. C’est un désavantage pour l’armée de l’air car c’est pour celles-ci que Sukhoi avait développé au départ le Su-57 Felon que l’Algérie a commandé.
Le 31 mars 2025 vers minuit, un drone de reconnaissance malien de Type Akinci pénètre l’espace aérien algérien pendant 2 km avant de se faire abbatre probablement par un missile air-air lancé depuis un MIG-29 algérien.

## Organisation actuelle

### Grade des forces aériennes algériennes
|                | Officiers généraux | Officiers généraux       | Officiers généraux | Officiers généraux | Officiers supérieurs | Officiers supérieurs | Officiers supérieurs | Officier subalterne | Officier subalterne | Officier subalterne | Officier subalterne |                  |
| -------------- | ------------------ | ------------------------ | ------------------ | ------------------ | -------------------- | -------------------- | -------------------- | ------------------- | ------------------- | ------------------- | ------------------- | ---------------- |
| Code OTAN      | OF-9               | OF-8                     | OF-7               | OF-6               | OF-5                 | OF-4                 | OF-3                 | OF-2                | OF-1                | OF-1                | OF(D)               | OF(D)            |
| Patte d'épaule |                    |                          |                    |                    |                      |                      |                      |                     |                     |                     | Pas d'insigne       | Pas d'insigne    |
| Grade          | Général d'armée    | Général de corps d'armée | Général major      | Général            | Colonel              | Lieutenant-colonel   | Commandant           | Capitaine           | Lieutenant          | Sous-lieutenant     | Aspirant            | Élèves-officiers |
| Abréviation    | GA                 | GCA                      | GDA                | GBA                | COL                  | LCL                  | CDT                  | CNE                 | LTT                 | SLT                 | ASP                 | EO               |
| En arabe       | فريق أول           | فريق                     | لواء               | عميد               | عقيد                 | مقدم                 | رائد                 | نقيب                | ملازم أول           | ملازم               | مرشح                | طالب ضابط        |
| Appellation    | Mon général        | Mon général              | Mon général        | Mon général        | Mon colonel          | Mon colonel          | Mon commandant       | Mon capitaine       | Mon lieutenant      | Mon lieutenant      | Mon lieutenant      | Mon lieutenant   |

|                | Sous-officiers | Sous-officiers | Sous-officiers | Sous-officiers | Militaires de troupes | Militaires de troupes | Militaires de troupes |
| -------------- | -------------- | -------------- | -------------- | -------------- | --------------------- | --------------------- | --------------------- |
| Code OTAN      | OR-9           | OR-8           | OR-6           | OR-5           | OR-4                  | OR-2                  | OR-1                  |
| Patte d'épaule |                |                |                |                |                       |                       |                       |
| Grade          | Adjudant-chef  | Adjudant       | Sergent-chef   | Sergent        | Caporal-chef          | Caporal               | Soldat                |
| Abréviation    | ADC            | ADJ            | SCH            | SGT            | CCH                   | CPL                   | SDT                   |
| En arabe       | مساعد أول      | مساعد          | رقيب أول       | رقيب           | عريف أول              | عريف                  | جندي                  |
| Appellation    | Mon adjudant   | Mon adjudant   | Mon sergent    | Mon sergent    | Mon caporal           | Mon caporal           | Soldat                |

### Bases et escadrons
Voici la répartition du matériel de guerre et de transport sur les différentes bases aériennes des Forces aériennes algériennes :
- Aïn Beïda :
  - Escadre de chasse
  - Escadron de chasse : Su-30MKA
  - Escadron d’entraînement avancé : Yak-130
- Aïn Oussara :
  - 110e escadron de chasse : MiG-25PDS, MiG-25UB
  - 5e escadre de reconnaissance et de guerre électronique
  - 510e escadron de reconnaissance : MiG-25RBSH, Su-24MR
- Annaba :
  - 115e escadron d'hélicoptères : Mi-2
- Biskra :
  - 1er régiment d'hélicoptères de combat
  - 421e escadron d'hélicoptères de combat : Mi-24V, Mi-24 III
  - 441e escadron d'hélicoptères de combat : Mi-24V, Mi-24 III
  - 451e escadron d'hélicoptères de combat : Mi-24V, Mi-24 III
  - Escadron de liaison : AS355B
  - 32e escadron de transport : C-130H, C-130H-30
  - 3e escadron de transport : C-130H, C-130H-30
- Blida :
  - Escadre de liaison
  - Escadron de liaison : Ka-27, Ka-32
- Wilaya d'Oran :
  - Base de Bousfer :
    - 3e escadre de défense aérienne
    - 193e escadron de chasse : MiG-29S, MiG-29UB
    - Escadron de liaison : Ka-27, Ka-32
- Tafraoui :
  - 8e escadre d'entrainement
  - 640e escadron d'entraînement primaire : Beech 200
  - 68e escadron d'entraînement primaire : Beech C90B
  - 618e escadron d'entraînement avancé : L-39C, L-39ZA
  - 658e escadron d'écolage basique : Zlin 142C, Zlin 143
  - 678e escadron d'écolage basique : Zlin 142C, Zlin 143
- Béchar :
  - 3e escadre de défense aérienne
  - 153e escadron de chasse : MiG-29S
  - Escadron de chasse : Su-30MKA
- Boufarik :
  - Escadron : Be1900D
  - 1er régiment d'hélicoptères de combat
  - 1er escadron de liaison : AS355B
    - 2e escadre de transport tactique

  - 322e escadron de transport : C-130H, C-130H-30
  - 3e escadron de transport : C-130H, C-130H-30
  - 3e escadron de transport : Gulfstream IV, Gulfstream IVSP, Gulfstream V
  - 3e escadron de transport : Beech 200
  - 3e escadron de reconnaissance : Beech 200
    - 7e escadre de transport tactique

  - 347e escadron de transport : Il-76MD, Il-76TD
  - 357e escadron de ravitaillement en Vol : Il-78
  - 367e escadron de transport : Il-76MD, Il-76TD
  - esquadron de l39 albatros (vue sur google earth)
- Chlef :
  - 6e régiment d'hélicoptères de manœuvre
  - 436e escadron d'hélicoptères : Mi-171, Mi-8T, Mi-8PS
  - 456e escadron d'hélicoptères : Mi-171,Mi-8T, Mi-8PS
  - 6e escadron d'hélicoptères d'assaut : Mi-35K
  - Escadron de liaison : AS355
- Mécheria :
  - 2e escadre d'entraînement
  - 632e escadron d'instruction et d'appui « Tigre » : L-39ZA
- Laghouat :
  - 4e escadre d'appui et de pénétration
  - 274e escadron d'appui et de pénétration : Su-24MK
  - 284e escadron d'appui et de pénétration : Su-24MK
  - 294e escadron d'appui et de pénétration : Su-24MK
  - Escadre de défense aérienne
  - Escadron d'interception : MiG-25MF, MiG-29s
  - Escadron d'interception : MiG-25MF, MiG-29s
- Ouargla :
  - 11e régiment d'hélicoptères de manœuvres
- Sétif :
  - 9e régiment d'hélicoptères d'entraînement
  - 9e escadron d'entraînement : AS355
  - 9e escadron de Spécialisation : Mi-171
  - 9e escadron d'hélicoptères d'entraînement : Mi-2
- Tindouf :
  - 3e escadre de défense aérienne
  - 113e escadron de chasse : MiG-29S
  - Escadron de chasse : Su-30MKA

Il est également à noter que les forces aériennes algériennes possèdent plusieurs unités terrestres, telles que les pompiers de l'air, les bataillons de fusiliers de l'air, qui s'occupent de la sécurisation des bases aériennes, ainsi que les régiments de fusiliers commandos de l'air dont le 772e RFCA qui est un régiment de forces spéciales.

## Aéronefs

### Avions de combat
La visite du président russe Vladimir Poutine en 2006 en Algérie a été l'occasion de signer d'importants contrats en vertu desquels l'AAF devait recevoir dans l'intervalle de 2007-2010, des avions modernes appelés à remplacer le parc vieillissant de MiG-23 MF/BN, MiG-21 ou encore les MiG-29S acquis auprès de l'Ukraine et de la Biélorussie. Ces contrats prévoient la livraison de 28 Su-30MKA5, de 16 Yak-1306 et de 36 MiG-29SMT7.
Après avoir signé un contrat pour l'acquisition de chasseurs MiG-29SMT et la réception d'un premier lot de 15 unités, les techniciens de l'AAF ont émis des réserves sur la qualité des appareils réceptionnés, ce qui a conduit à la révision du contrat initial, impliquant l'annulation du contrat d'acquisition des MiG-29SMT et l'acquisition de 16 Su-30MKA supplémentaires. Une autre commande ratifiée en septembre 2015 confirme la livraison de 14 SU-30MKA supplémentaires. Ces appareils devaient être livrés en 2016 et 2017.
16 Su-30MKA seraient livrés à partir de 2021 en plus des 58 appareils existants actuellement, de plus les forces aériennes algériennes ont reçu un premier batch de MIG-29M/M2 en octobre 2020,.
Le Su-30MKA a montré sont efficacité en ce qui concerne la dissuasion militaire notamment durant l’incident avec un drone malien s’approchant trop des frontières algériennes dans le sud du pays.
Les avions de combat en service en 2025 sont les suivants :
| Nom                      | Origine                 | Role                                            | Version            | Quantité | Photo | Remarques |
| ------------------------ | ----------------------- | ----------------------------------------------- | ------------------ | -------- | ----- | --- |
| Soukhoï Su-57            | Russie                  | Chasseur furtif                                 | N/D                | N/D      |       | Le commandant des forces aériennes algérienne a confirme que l'Algérie a commandé des avions de cinquième génération. |
| Soukhoï Su-35            | Russie                  | Chasseur multirôle                              |                    | N/D      |       | Premiers lots reçus en février 2025.                                                                                  |
| Soukhoï Su-30            | Russie                  | Chasseur multirôle                              | Su-30MKA           | 72       |       | Environ 10 Su-30 en commande.                                                                                         |
| MiG-29                   | Union soviétique Russie | chasseur multirôle/entrainement                 | MIG-29UB/9.13/M/M2 | 33+3     |       | 1 MIG-29UB pour L'entrainement,21 MIG-29 9.13,9 et 2 MIG-29M et MIG-29M2 respectivement3 MIG-29M/M2 en commende       |
| Soukhoï Su-24            | Russie                  | Attack/reconnaissance                           | SU-24MK2/MR2       | 36       |       | Modernisé au format MK2 et MR2 en 2020 33 SU-24MK2 pour L'Attack et 3 SU-24MR2 pour la reconnaissance                 |
| Mikoyan-Gurevitch MiG-25 | Union soviétique        | Intercepteur/Attack/reconnaissance/entrainement | MiG-25/PU/R/PDS    | 15       |       | Remis en service fin 2022                                                                                             |

#### Anciens avions de combat

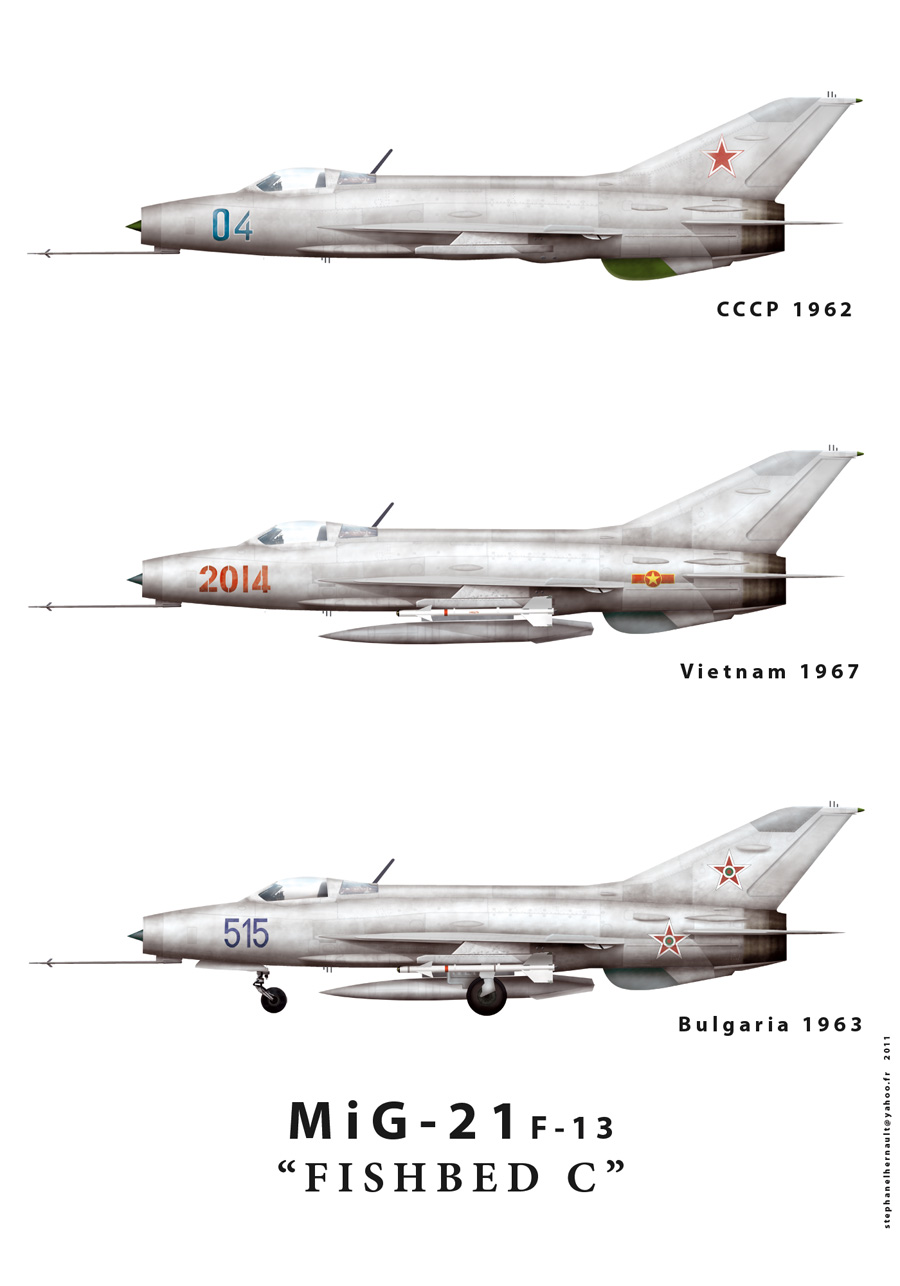
Mig 21-F13
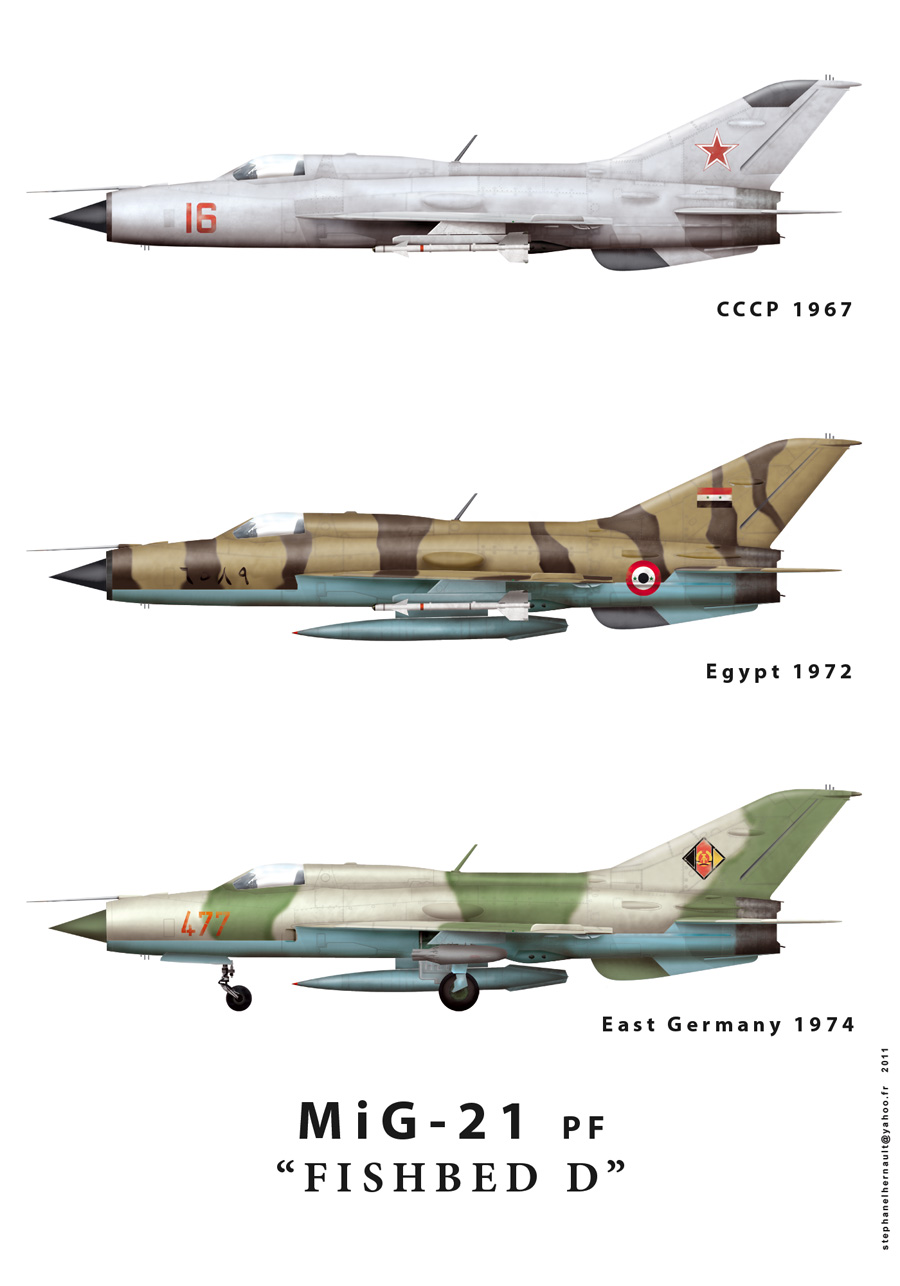
Mig 21-PF

Au cours du temps, certains modèles d'avions de combat n'entrent plus dans les critères des forces aériennes algériennes en termes d'usage, ainsi des avions de combat comme le MiG-15, MiG-17 et d'autres ne sont plus utilisés à ce jour par les forces aériennes algériennes. Voici la liste en détail des anciens avions de combat utilisés.

### Avions de transport et ravitaillement
Les appareils d'avions de transport et ravitaillement en service en 2021, sont les suivants :
| Nom                            | Origine          | Type                                                 | Quantité                    | Photo | Remarques |
| ------------------------------ | ---------------- | ---------------------------------------------------- | --------------------------- | ----- | --- |
| Iliouchine Il-78               | Union soviétique | Avion ravitailleur                                   | 7                           |       | |
| Iliouchine Il-76               | Union soviétique | Avion de transport militaire                         | 18                          |       | Les forces aériennes algériennes possède 3 exemplaires de type Iliouchine Il-76MD et 9 de type Iliouchine Il-76TD,                          |
| Lockheed C-130 Hercules        | États-Unis       | Avion de transport militaire                         | 15                          |       | |
| Lockheed C-130J Super Hercules | États-Unis       | Avion de transport militaire                         | 4,                          |       | +4 en option |
| CASA C295                      | Espagne          | Avion de transport                                   | 9                           |       | |
| Pilatus PC-6/B2-H4             | Suisse           | Avion de transport ADAC                              | 2                           |       | Cet avion est utilisé pour le largage de parachutistes, et il est souvent utilisé par l'équipe nationale militaire de parachutisme sportif. |
| Beriev Be-200ES                | Russie           | Avion de transport, de surveillance,bombardier d'eau | 2 (4 en cours de livraison) |       | Deux appareils en service en 2025 sur six commandés                                                                                         |

#### Anciens avions de transport et ravitaillement
Anciens avions de transport et ravitaillement :

### Avions de liaison
Voici la liste des avions de liaison en service en 2020 :
| Nom               | Origine    | Type             | Quantité | Photo | Remarques                                  |
| ----------------- | ---------- | ---------------- | -------- | ----- | ------------------------------------------ |
| Beech 90 King Air | États-Unis | Avion d’affaires | 8        |       | 3 exemplaires Beech C90B et 5 Beech C90GTx |
| Beechcraft 200    | États-Unis | Avion d’affaires | 15       |       |                                            |
| Gulfstream IV     | États-Unis | Avion d’affaires | 4        |       |                                            |
| Gulfstream G550   | États-Unis | Avion d’affaires | 1        |       |                                            |

#### Anciens avions de liaison
Anciens avions de liaison :

### Avions de ligne
Voici la liste des avions de ligne des forces aériennes algériennes en 2021 :
| Nom             | Origine          | Type                                                       | Quantité | Photo | Remarques                                                              |
| --------------- | ---------------- | ---------------------------------------------------------- | -------- | ----- | ---------------------------------------------------------------------- |
| Airbus A340     | Union européenne | Avion de ligne à usage gouvernemental (Avion présidentiel) | 1        |       | Il s'agit de l'avion présidentiel algérien.                            |
| ATR 72          | France Italie    | Avions de transport régional                               | 2        |       | Il s'agit d'avions de liaisons utilisées par le gouvernement algérien. |
| Beechcraft 1900 | États-Unis       | Avions de transport régional                               | 12       |       |                                                                        |

#### Anciens avions de ligne
Anciens avions de ligne :

### Avions de formation et d'entraînement
Voici la liste des avions d’entraînement. Cette liste ci-dessous comprend les avions d'entraînement de base et les avions d'entraînement avancé, on peut constater l’apparition d'avions de construction algérienne.
| Nom                | Origine  | Type                 | Quantité | Photo | Remarques |
| ------------------ | -------- | -------------------- | -------- | ----- | --- |
| Yakovlev Yak-130   | Russie   | Avion d'entraînement | 18       |       | les 2 dernier avions livrée en 2024 ont de nouvelle couleur (nez noire).                                       |
| Aero L-39 Albatros | Tchéquie | Avion d'entraînement | 43       |       | 7 L-39C et 36 L-39ZA.                                                                                          |
| Zlin Z-142         | Tchéquie | Avion d'entraînement | 40       |       | |
| Firnas-142         | Algérie  | Avion d'entraînement | 46       |       | Fabriqués sous licence en Algérie                                                                              |
| Safir-43           | Algérie  | Avion d'entraînement | 8        |       | Il s'agit d'une construction algérienne calqué sur la technologie occidentale, notamment à partir du Zlín Z 42 |

#### Anciens avions de formation et d'entraînement
Anciens avions d’entraînement ci-dessous :

### Drones
L’Algérie ne construit pas des drones national de façon autonome, mais elle importe des drones de l’étranger, notamment en provenance de Chine, ce pays via son industrie miliaire ayant connu un certain succès mondialement même si Pékin vend rarement de la haute technologie.
| Nom                        | Origine                     | Type                                 | Quantité | Photo | Remarques |
| -------------------------- | --------------------------- | ------------------------------------ | -------- | ----- | --- |
| Wing Loong II              | Chine                       | drone de combat et de reconnaissance | 24       |       | |
| CH-4 Rainbow               | Chine                       | drone de combat et de reconnaissance | 10       |       | |
| CH-3A                      | Chine                       | drone de combat et de reconnaissance | 10       |       | |
| WJ-700                     | Chine                       | drone de combat et de reconnaissance | 4        |       | |
| TAI Anka                   | Turquie                     | drone de combat                      | [ 76 ]   |       | 10 commandés |
| TAI Aksungur               | Turquie                     | drone de combat et de reconnaissance | [ 77 ]   |       | 6 commandés |
| Denel Dynamics Seeker (en) | Afrique du Sud              | reconnaissance                       | 10       |       | |
| Mirach 150 (en)            | Italie                      | reconnaissance                       | 1        |       | |
| Yabhon United 40           | Émirats arabes unis Algérie | drone de combat et de reconnaissance | 2        |       | Deux exemplaires (54 et 55). Produit localement sous le nom d'Aljazaïr. |
| Adcom Yabhon N             | Émirats arabes unis Algérie | drone de combat et de reconnaissance | 2        |       | |
| AL fajer L-10              | Algérie                     | reconnaissance                       | N/C      |       | De type HALE (High Altitude Long Endurance-), il peut voler jusqu'à 7 000 m d'altitude avec une autonomie de 36 heures. Il a une envergure de 2,3 m (7 pieds 7 pouces) et peut transporter une charge de 70 kg (150 lb) avec une puissance de 24 kW (32 ch). |

### Hélicoptères
Voici la liste ci-dessous des hélicoptères des forces aériennes algériennes en 2020 :
| Nom                         | Origine                 | Type                                                   | Quantité | Photo | Remarques |
| --------------------------- | ----------------------- | ------------------------------------------------------ | -------- | ----- | --- |
| Aérospatiale AS350 Écureuil | Union européenne        | Hélicoptère liaison d'observation et de reconnaissance | 6        |       | |
| Eurocopter AS355 Écureuil 2 | France                  | Hélicoptère d'observation et de reconnaissance         | 10       |       | |
| AgustaWestland EH101 Merlin | Italie                  | Hélicoptère de transport de VIP                        | 2        |       | Deux exemplaires (7T-WVD et 7T-WVB) ont aussi été commandés pour le transport VIP pour la présidence algérienne. Ils ont été réceptionnés le 5 décembre 2013 et affectés au Groupe de Liaisons Aériennes Ministérielles (GLAM) sur la base de Boufarik. Ces deux appareils remplacent deux Eurocopter EC225 Super Puma en version VIP qui ont été mis en vente à la suite d'un scandale lié à la découverte de composants israéliens. |
| AgustaWestland AW139        | Italie                  | Hélicoptère polyvalent                                 | 14       |       | 14 appareils pour le Search And Rescue (SAR). |
| Bell 412                    | États-Unis              | Hélicoptère de liaison et de transport                 | 3.       |       | 3 appareils pour le transport de VIP. |
| AgustaWestland AW119 Koala  | Italie Royaume-Uni      | Hélicoptère d'entraînement et d'écolage                | 12       |       | 12 AW119Ke livré entre 2012 et 2013 à la Force aérienne algérienne |
| Kamov Ka-27                 | Russie                  | Hélicoptère de lutte ASM                               | 3        |       | |
| Mil Mi-2                    | Russie                  | Hélicoptère d'entraînement et d'écolage                | 15       |       | En cours de retrait, il sera remplacé par le PZL W-3 |
| PZL W-3                     | Pologne                 | Hélicoptère d'entraînement et d'écolage                | 8        |       | |
| Mil Mi-17                   | Union soviétique Russie | Hélicoptère de transport et d'attaque                  | 90       |       | |
| Mil Mi-26                   | Russie                  | Hélicoptère de transport lourd                         | 14       |       | |
| Mil Mi-24                   | Union soviétique Russie | Hélicoptère d'attaque                                  | 39       |       | Modifiés par la société sud-africaine "Advanced Technologies and Engineering" au format MK3 (ATE), |
| Mil Mi-28                   | Russie                  | Hélicoptère d'attaque                                  | 42       |       | |